# Norbert Mueller
Norbert Edward "Stuffy" Mueller, född 14 februari 1906 i Waterloo i Ontario, död 6 juli 1956 i Toronto, var en kanadensisk ishockeyspelare.
Mueller blev olympisk guldmedaljör i ishockey vid vinterspelen 1928 i Sankt Moritz.